# Innocenty z Berzo
Innocenty z Berzo (ur. 19 marca 1844, zm. 3 marca 1890) – włoski błogosławiony Kościoła katolickiego.

## Życiorys
Był synem Franciszki Poli i Piotra Scalvinoni. Wstąpił do seminarium duchownego w Brescii i mając 23 lata w 1867 roku został wyświęcony na kapłana. Był wikarym w Cevo. W 1873 r. wstąpił do zakonu kapucynów. Zmarł 3 marca 1890 roku. Pochowano go w kościele w Berzo Inferiore. Beatyfikował go Jan XXIII w dniu 12 listopada 1961 roku.